# The Woman in Me (autobiografia)
The Woman in Me (bra: A Mulher em Mim; prt: A Mulher que Há em Mim) é um livro de memórias da cantora estadunidense Britney Spears, lançado em 24 de outubro de 2023, pela Gallery Books, uma divisão da Simon & Schuster. O título é uma referência a um verso de sua canção "I'm Not a Girl, Not Yet a Woman" (2001), onde ela canta: "I'm just trying to find the woman in me" ("Estou apenas tentando encontrar a mulher em mim").
The Woman in Me foi lançado em audiolivro simultaneamente com as demais edições.  Spears confirmara que não narraria o audiolivro devido ao seu conteúdo "doloroso e emotivo", e recrutou a atriz Michelle Williams para gravá-lo, enquanto Spears participa lendo a introdução.
O livro é descrito como sendo uma história corajosa e surpreendentemente comovente sobre liberdade, fama, maternidade, sobrevivência, fé e esperança. Escrito com notável franqueza e humor, o inovador livro de Spears, promete revelar “pela primeira vez sua incrível jornada (e) força no núcleo de uma das maiores intérpretes da história da música pop”. De acordo com um comunicado de imprensa da Gallery Books, o livro de memórias da cantora de “Toxic” “ilumina o poder duradouro da música e do amor – e a importância de uma mulher contar a sua própria história, nos seus próprios termos, finalmente".

## Antecedentes
Em 21 de fevereiro de 2022, foi relatado que Spears assinara um contrato de US$ 15 milhões pelo seu futuro livro de memórias, um dos maiores contratos literários da história. Em 11 de julho de 2023, Spears anunciou que seu livro se chamaria The Woman in Me, e seria lançado em 24 de outubro de 2023. Foi relatado que o livro, na verdade, teria sido escrito pelo jornalista Sam Lansky.

## Promoção
Para promover o livro, A Gallery Books fez parceria com a empresa Painting with a Twist para criar uma série de eventos inesquecíveis de pintura com o tema Britney, de 24 de outubro a 31 de dezembro, para comemorar o lançamento de The Woman in Me. Não é apenas um evento comum de pintura – é uma experiência Britney!
Spears promoveu o livro na revista People, fornecendo informações sobre seu conteúdo, acompanhado por uma sessão de fotos para a capa.

## Sinopse
The Woman in Me narra a jornada de Spears ao estrelato, os desafios públicos que ela enfrentou, e seus esforços para se libertar da tutela de longa data, que antes controlava sua vida.

## Possível adaptação
Em outubro de 2023, o site Deadline Hollywood relatou que existem vários compradores interessados em adquirir os direitos do livro para adaptá-lo em série de TV, filme ou documentário.